# Liste de jeux Sharp X1
La liste de jeux Sharp X1 répertorie les jeux vidéo sorti sur Sharp X1, classés par ordre alphabétique.
- Haut – A
- B
- C
- D
- E
- F
- G
- H
- I
- J
- K
- L
- M
- N
- O
- P
- Q
- R
- S
- T
- U
- V
- W
- X
- Y
- Z

## 0–9
- 1942

## A
- A-Train
- Archon: The Light and the Dark

## B
- Balloon Fight
- Bandit Kings of Ancient China
- Battle City
- The Black Onyx
- Bokosuka Wars
- Bomberman
- Bosconian
- Brain Breaker

## C
- The Castle
- Chack'n Pop
- Choplifter
- Cobra Command
- Cruise Chaser Blassty

## D
- The Death Trap
- Dig Dug
- Donkey Kong 3
- Door Door
- Dragon Buster
- Dragon Slayer

## E
- The Earth Fighter Rayieza
- Elevator Action
- L'Empereur
- Excitebike
- Exile

## F
- Flappy
- Flicky
- Front Line

## G
- Galaga
- Galaxian
- Genghis Khan
- Golf
- The Goonies
- Gradius
- Grobda
- Gyrodine

## H
- Herzog
- Hydlide
- Hyper Sports

## I
- Ice Climber

## J
- Jesus: Kyōfu no Bio Monster

## K
- King's Knight

## L
- Last Armageddon
- The Legend of Kage
- Lode Runner

## M
- M.U.L.E.
- Mappy
- Mario Bros.
- Master of Monsters
- Might and Magic II: Gates to Another World
- Might and Magic: The Secret of the Inner Sanctum
- Miner 2049er
- Miracle Warriors: Seal of the Dark Lord
- Mystery House

## N
- Nuts & Milk

## P
- Pac-Man
- Penguin Wars
- Pool of Radiance
- The Portopia Serial Murder Case
- Princess Tomato in the Salad Kingdom

## R
- Rally-X
- Realms of Darkness
- Road Blaster
- Romance of the Three Kingdoms II
- Romancia

## S
- Shanghai
- Sokoban
- Solitaire Royale
- Sorcerian
- Space Harrier
- Spy vs. Spy
- Star Cruiser
- Star Trek
- Super Mario Bros. Special

## T
- Tennis
- Tetris
- Thexder
- Thunder Force
- Time Gal
- Tombs & Treasure
- The Tower of Druaga
- Track & Field
- Tunnels & Trolls: Crusaders of Khazan

## U
- Ultima III: Exodus
- Ultima IV: Quest of the Avatar
- Ultima I: The First Age of Darkness

## V
- Valis: The Fantasm Soldier

## W
- Wizardry II: The Knight of Diamonds
- Wizardry III: Legacy of Llylgamyn
- Wizardry: Proving Grounds of the Mad Overlord
- Woody Poco

## X
- Xanadu
- Xevious

## Y
- Ys I: Ancient Ys Vanished
- Ys II: Ancient Ys Vanished – The Final Chapter

## Z
- Zeliard